# Nadškofija Zagreb
Nadškofija Zagreb oziroma Zagrebška nadškofija (hrvaško Zagrebačka nadbiskupija, latinsko Archidioecesis Zagrebiensis) je rimskokatoliška nadškofija in metropolija s sedežem v Zagrebu. 
Zagrebški nadškofje, pogosto tudi kardinali, imajo tudi naslov hrvaškega primasa. Sedanji zagrebški nadškof in metropolit je Dražen Kutleša.
Območje zagrebške nadškofije obsega severozahodni del celinske Hrvaške.

## Ozemlje in verniki
Na področju 4.246 km² je 2017 živelo 1.211.298 prebivalcev, od katerih je bilo katoličanov 1.002.923, kar pomeni kar 82,8%. Nadškofija je bila razdeljena na 205 župnij. 

### Sufraganske škofije
1. Škofija Belovar-Križevci
2. Grškokatoliška škofija Križevci (obsega celotno področje Slovenije, Hrvaške ter Bosne in Hercegovine)
3. Škofija Sisek
4. Škofija Varaždin

### Sosednje škofije
1. Nadškofija Reka (jugozahodno)
2. Škofija Novo mesto (zahodno)
3. Škofija Celje (severozahodno)
4. Škofija Varaždin (severovzhodno)
5. Škofija Belovar-Križevci (vzhodno)
6. Škofija Sisek (jugovzhodno)
7. Škofija Gospić-Senj (južno)

## Zgodovina
Škofijo s sedežem v Zagrebu je ustanovil madžarski kralj poljskega rodu sveti Ladislav I. leta 1094,, šele 11. novembra 1852 pa je bila s pristankom cesarja Franca Jožefa povišana v nadškofijo.

### Zagrebški obred
Zagrebški obred je bil oblika bogoslužja, ki se je ustalil v nekdanji zagrebški škofiji in je bil v rabi vse do 1794, ko so ga nadomestili z rimskim obredom. Ko je Tridentinski koncil v 16. stoletju vpeljal enotno rimsko liturgijo za vso cerkev, se ta ukrep ni nanašal na zagrebški obred, ker je bil tedaj starejši od 200 let, kakršen je bil pogoj za uveljavitev izjeme. Raba zagrebškega obreda je vseeno usihala, zaradi pomanjkanja tovrstnih liturgičnih knjig v 17. stoletju. Leta 1794 ga je ukinil škof Maksimilijan Vrhovac na zahtevo avstrijskega cesarja Jožefa II. Pomembne rokopisne in tiskane kodekse zagrebškega obreda danes hranijo v Hrvaški narodni knjižnici.

## Novejša zgodovina

### Obdobje in konec Kaloške metropolije
Kaloško-baška metropolija in nadškofija (nadškofija Kaloče in Bača - Archidioecesis Colocensis et Bachiensis) je imela pod svojim okriljem številne škofije. Na zemljevidu je pobarvano področje, ki ga je obsegala v 18. stoletju in sicer se je razprostirala po uvedbi dualizma v ogrskem delu Avstroogrskega cesarstva; njene naslednice nahajamo v več današnjih državah: Madžarski, Srbiji, Romuniji in Hrvaški. 
Na tem zemljevidu je pobavrana Zagrebška nadškofija z središčem Zagrebom (Zágráb) - oranžno in je še v prvotnem obsegu, preden se je razdelila na več škofij: Varaždinsko, Belovarsko-križevsko ter Siseško.

### Dedanje stanje
15. aprila 2023 je papež Frančišek sprejel odpoved nadškofa (in kardinala) Josipa Bozanića pastoralnemu vodstvu Zagrebške nadškofije in na njegovo mesto imenoval Dražena Kutlešo, ki je bil 14. februarja 2024 imenovan za nadškofa-koadjutorja, z njegovo umestitvijo za nadškofa in metropolita pa se je proces prehoda vodstva nadškofije v nove roke zaključil.